# Hey, Where's Your Brother?
Albums de Johnny Winter
Let Me In
(1991) Live in NYC '97
(1998)
Hey, Where's Your Brother?, paru en 1992, est le seizième album studio de Johnny Winter.

## L'album
Second et dernier album studio de Johnny pour le label Pointblank Records, c'est surtout le dernier enregistrement en studio avant 12 ans. Même groupe que pour l'album précédent.
Un peu de tout sur l'album : compositions personnelles de Johnny, reprises, titres composés pour lui.
Le titre de l'album, Hey, Where's Your Brother? ("Hé, où est ton frère ?"), est un hommage retourné par Johnny à son frère Edgar. Depuis le début des années 1970, à l'époque où Johnny était en cure de désintoxication et hors du circuit musical, cette question est celle que l'on pose le plus souvent à Edgar (on peut d'ailleurs l'entendre sur l'album Roadwork d'Edgar Winter).

## Musiciens
- Johnny Winter ; guitare, chant
- Jeff Ganz ; basse électrique, contrebasse, basse fretless, guitare
- Edgar Winter ; Orgue (4, 7), saxophone alto (4), baryton (9), ténor (9), chant (4)
- Billy Branch ; harmonica (6, 8, 13, 14)
- Tom Compton ; batterie, percussions

## Les titres de l'album
| No  | Titre                               | Durée |
| --- | ----------------------------------- | ----- |
| 1.  | Johnny Guitar                       | 3:26  |
| 2.  | She Likes to Boogie Real Low        | 3:14  |
| 3.  | White Line Blues                    | 4:44  |
| 4.  | Please Come Home for Christmas      | 4:36  |
| 5.  | Hard Way                            | 3:58  |
| 6.  | You Must Have a Twin                | 2:44  |
| 7.  | You Keep Sayin' That You're Leaving | 5:22  |
| 8.  | Treat Me Like You Wanta             | 3:43  |
| 9.  | Sick and tired                      | 3:37  |
| 10. | Blues This Bad                      | 3:36  |
| 11. | No More Doggin'                     | 3:33  |
| 12. | Check Out Her Mama                  | 4:01  |
| 13. | I Got My Brand on You               | 5:27  |
| 14. | One Step Forward (Two Steps Back)   | 2:28  |

## Informations sur le contenu de l'album
- She Likes to Boogie Real Low est une reprise de Frankie Lee Sims (1957).
- Please Come Home for Christmas est une reprise de Charles Brown (1960).
- Hard Way est une reprise de T-Bone Walker (1954).
- Sick and Tired est une reprise de Chris Kenner de 1957. Une autre version se trouve sur l'album Together de 1976.
- Blues This Bad et One Step Forward (Two Steps Back) ont été composés par Jon Paris pour Johnny Winter.
- No More Doggin' est une reprise de Rosco Gordon (1952).
- Check Out Her Mama a été composé par Fred James pour Johnny Winter.
- I Got My Brand on You a été composé en 1960 par Willie Dixon pour Muddy Waters.